# Jaan Kirsipuu
Jaan Kirsipuu, född 17 juli 1969 i Tartu, Estniska SSR, Sovjetunionen, är en estnisk professionell tävlingscyklist.

## Karriär

### 1993–2006
Jaan Kirsipuu blev professionell 1993. Mellan 1998 och 2004 cyklade han för det franska laget Casino, senare Ag2r Prévoyance. Kirsipuu tävlade för Crédit Agricole mellan 2005 och 2006. Han slutade tävla som professionell i slutet av 2006 men kom tillbaka som professionell 2009.
Kirsipuu var främst känd som en duktig spurtare och var tillsammans med Erik Zabel och Mario Cipollini en av de bästa spurtarna från mitten av 1990-talet fram till och med det tidiga 2000-talet. Han har som sådan vunnit flera etappsegrar i Tour de France och Vuelta a Espana. Han bar också den gula ledartröjan på Tour de France under sex dagar 1999. Kirsipuu är den enda cyklisten att hoppa av Tour de France 13 gånger i följd utan att nå slutmålet i Paris. Han vann främst tävlingar i Frankrike och Belgien.
Trots att Kirsipuu avslutade sin professionella karriär efter säsongen 2006 fortsatte han att tävla. I juni 2007 vann han det estländska mästerskapet i tempolopp för sjunde gången och han vann Saaremaa Velotuur under 2008. Kirsipuu blev estnisk nationsmästare i linjelopp i juni 2008.

### 2009–
Inför säsongen 2009 skrev Kirsipuu på ett kontrakt med det vallonska stallet Geofco-Jartazi. Kirsipuu gjorde bra ifrån sig på de afrikanska etapploppen Tour du Cameroun och Tour du Maroc där han nådde flera topp 3-resultat. Han vann en etapp vardera på de två etapploppen.
Kirsipuu vann etapp 3 och 8 av det irländska loppet FBD Insurance Rás i maj 2009. På etapperna 5 och 6 slutade han tvåa, medan han slutade på tredje plats på etapp 7. Några dagar därpå slutade han tvåa på Tallinn-Tartu Grand Prix bakom landsmannen Erki Pütsep. På det estländska etapploppet Saaremaa Velotour vann Kirsipuu prologen och etapp 2 och 4. Han slutade etapp 4A, ett kortare tempolopp, på andra plats bakom landsmannen Ervin Korts-Laur. Etapp 3 slutade han på tredje plats. Kirsipuu slutade på tredje plats i tävlingens slutställning bakom belgaren Ludovic Capelle och tysken Hannes Blank.
Kirsipuu vann de estländska tävlingarna Võru Rattaralli och Lauri Aus Memorial 2009. Han vann även etapp 3 och 4 av Tour de Hokkaido i Japan. Han slutade på tredje plats på Tour de Hokkaidos femte etapp. I oktober vann Kirsipuu etapp 1 av Herald Sun Tour i Australien. En månad senare slutade Kirsipuu på tredje plats på etapp 4 av Tour of Hainan i Kina bakom Francisco José Ventoso och Boris Sjpilevskij.

## Privatliv
Jaan Kirsipuu är yngre bror till Tomas Kirsipuu, som var professionell cyklist med Kelme 1989.

## Meriter
1992
1:a – Tro Bro Leon
1993
1:a – GP d'Isbergues
1997
1:a – GP de Cholet-Pays-de-Loire
1:a – Tour de Vendée
1998
1:a, etapp 3 – Vuelta a España
1:a – GP de Cholet-Pays-de-Loire
1:a – Route Adélie
1:a – Grand Prix de Villers-Cotterêts
1:a – GP de Denain
1999
1:a, etapp 1 – Tour de France
1:a, gula ledartröjan, etapp 2–7
1:a, – Coupe de France de cyclisme sur route
1:a – GP de Cholet-Pays-de-Loire
1:a – Tour de Berne
1:a – Tour de l'Oise
2000 – AG2R Prévoyance
1:a – Classic Haribo
2001 – AG2R Prévoyance
1:a, etapp 6 – Tour de France
1:a – Danmark Rundt
1:a –  Nationsmästerskapen - tempolopp
1:a, 1 etapp – Tour de Luxembourg
1:a, 2 etapper – Tour Méditerranéen
1:a – Route Adélie
1:a, 2 etapper – Circuit de la Sarthe
1:a – GP de Denain
1:a, 4 etapper – Dunkirks fyradagars
1:a, 1 etapp – Tour de L'Oise
1:a – Tartu Criterium
1:a – Sadamast Sadamasse (Tallinn-Paldiski)
1:a, 1 etapp – Tour du Poitou-Charentes
1:a, 1 etapp – Giro della Provincia di Lucca
1:a, 1 etapp – Wyscig Pokoju
2002 – AG2R Prévoyance
1:a, etapp 5 – Tour de France
1:a –  Nationsmästerskapen - tempolopp
1:a –  Nationsmästerskapen - linjelopp
1:a – Classic Haribo
1:a – Kuurne-Bryssel-Kuurne
2003 – AG2R Prévoyance
1:a – Driedaagse van West-Vlaanderen
1:a –  Nationsmästerskapen - tempolopp
1:a, – Coupe de France de cyclisme sur route
1:a – Classic Haribo
2004 – Ag2r Prévoyance
1:a, etapp 1 – Tour de France
1:a –  Nationsmästerskapen - tempolopp
2005 – Crédit Agricole
1:a, etapp 4 – Polen runt
1:a –  Nationsmästerskapen - tempolopp
1:a –  Nationsmästerskapen - linjelopp
2006 – Crédit Agricole
1:a –  Nationsmästerskapen - tempolopp
2007 – CFC/Ruutmeeter
1:a, Mulgi - mountainbike
1:a, Saaremaa Velotour
1:a, etapp 1, Saaremaa Velotour
1:a –  Nationsmästerskapen - tempolopp
2008
1:a, Elva Tänavasõit
1:a, Saaremaa Velotuur
1:a –  Nationsmästerskapen - linjelopp
2009
1:a, etapp 3, FBD Insurance Rás
1:a, etapp 8, FBD Insurance Rás
2:a, etapp 5, FBD Insurance Rás
2:a, etapp 6, FBD Insurance Rás
2:a, Tallinn-Tartu Grand Prix
3:a, etapp 7, FBD Insurance Rás

## Stall
- Chazal 1993–1995
- Casino 1996–1999
- Ag2r Prévoyance 2000–2004
- Crédit Agricole 2005–2006
- Geofco-Jartazi 2009
- LeTua Cycling Team 2009
- CKT TMIT-Champion System 2010–